# Дученто

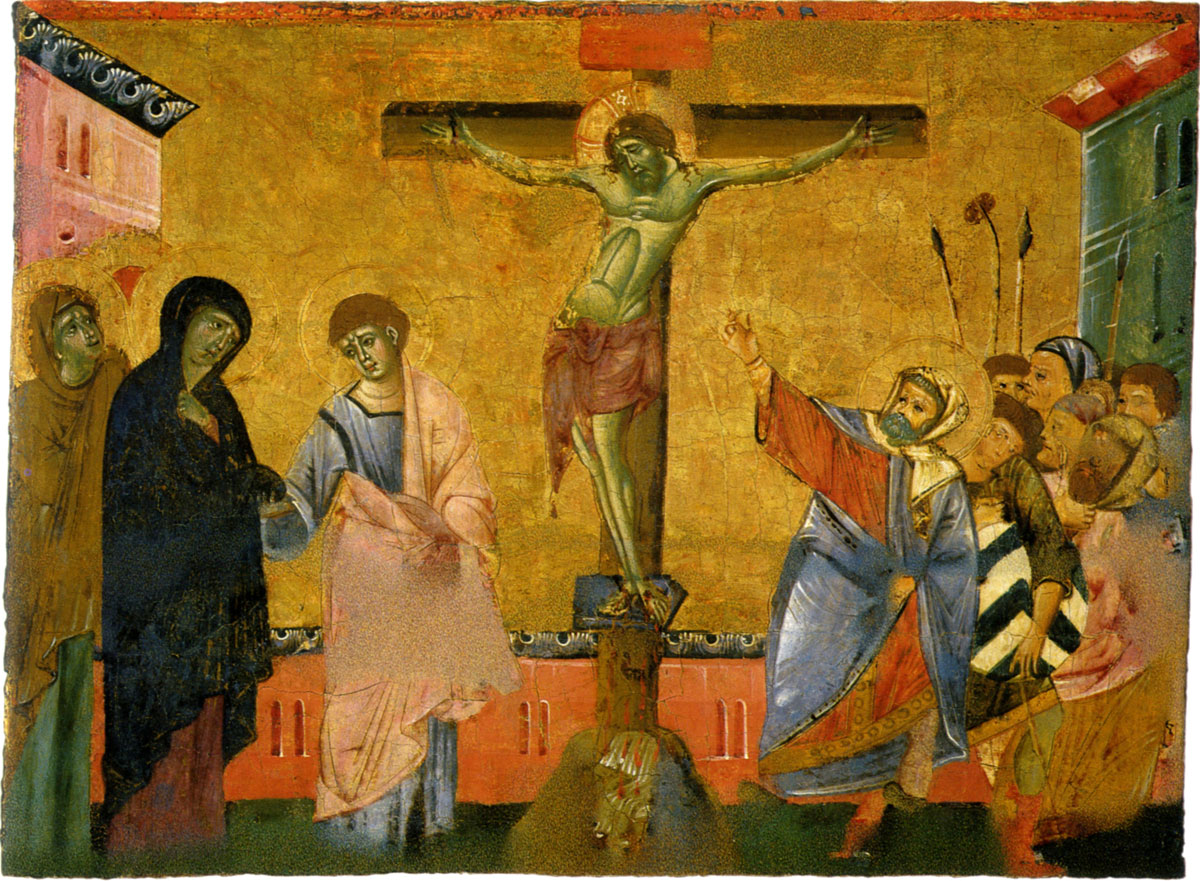
Гвідо да Сієна. «Голгофа», до 1280 р.

Двохсоті (італ. duecento) — в італійському мистецтвознавсті й історіографії назва 1200-х років, XIII століття.

## Історія. Гвельфи і гібеліни

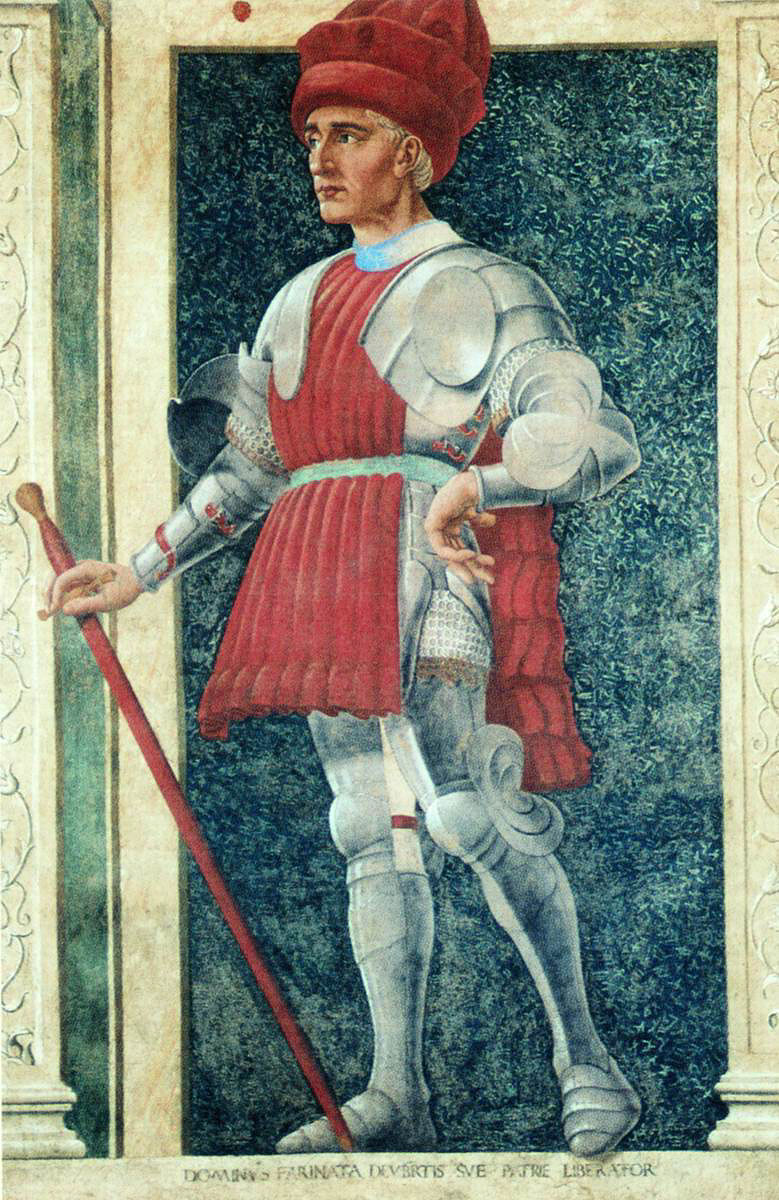
Худ. Андреа дель Кастаньо. «Фаріната деї Уберті» Вілла Кардуччи, (умовний портрет).

У Північній Італії ще в одинадцятому столітті міські комуни вперше вибороли право на політичну незалежність. Згодом політична незалежність нешляхетних пополанів тільки збільшувалась. Це примусило місцевих феодалів і багатіїв рахуватись з нешляхетними пополанами. Як писав історик С. Смірнов, феодали Ломбардії та Тоскани привчилися, що погоду у краї роблять міські комуни. Шляхетні пани покидали власні замки і перебирались під захист міських фортець. Панство примушують рахуватися з настановами пополанів, не схильних вважати феодалів недоторканими особами (вони загарбають собі усе лише у 16 столітті). А допоки їм не дозволяють будувати фортечні вежі навіть у містах. Були випадки, коли феодалів за непокору виганяли з міст. Але мають силу і християнські настанови милості. Учорашніх вигнанців-феодалів прощають і ті повертаються у міста, а вигнання майже не буває пожиттєвим. У містах панують республіканські форми правління. Пополани швидко і результативно керують і у разі необхідності чи небезпеки мобілізують міські ресурси на подолання проблем чи на захист рідного міста від чужинців. Це приваблює у міста, де за прислів'ям і саме міське повітря робить вільним.
Дрібні італійські князівства Північної Італії давно були затиснуті між Папською державою з центром у Римі та Римською імперією німецької нації. Головні персонажі тодішньої політики — папа римський та  імператор Священної Римської імперії. Обидва завзято вюють до крові за панування у Європі і на Аппенінах.
Прихильники політики у Італії розбилися на два табори. Прихильники імператора — гібеліни, прихильники папи римського — гвельфи. 1249 року більшість флорентійців стала на бік папи римського, ставши таким чином гвельфами. Прибічників узурпатора імператора Фрідріха ІІ виганяють з міста. Папи на той час рахувалися з республіканськими урядами, залишаючись феодалами.
Прибічники імператора й імперської форми правління (гібеліни) переможуть флорентійських гвельфів тільки 1260 року і нарешті вдеруться у Флоренцію. Ображені вигнанням і зраділі від перемоги, вигнанці-гібеліни запропонували зрівняти з ґрунтом республіканську Флоренцію. Але у запеклі дискусії втрутився лідер прибічників імператора, патріот міста Фаріната деї Уберті (1212—1264) і наказав «Тільки через мій труп і меч». І місто було врятоване від руйнації. Таким було політичне тло тогочасної реальності з її торгівлею, новинами на ринках, розповідями прибульців з дальніх країв, народженням дітей і смертю батьків.

## Італійська готика доби дученто

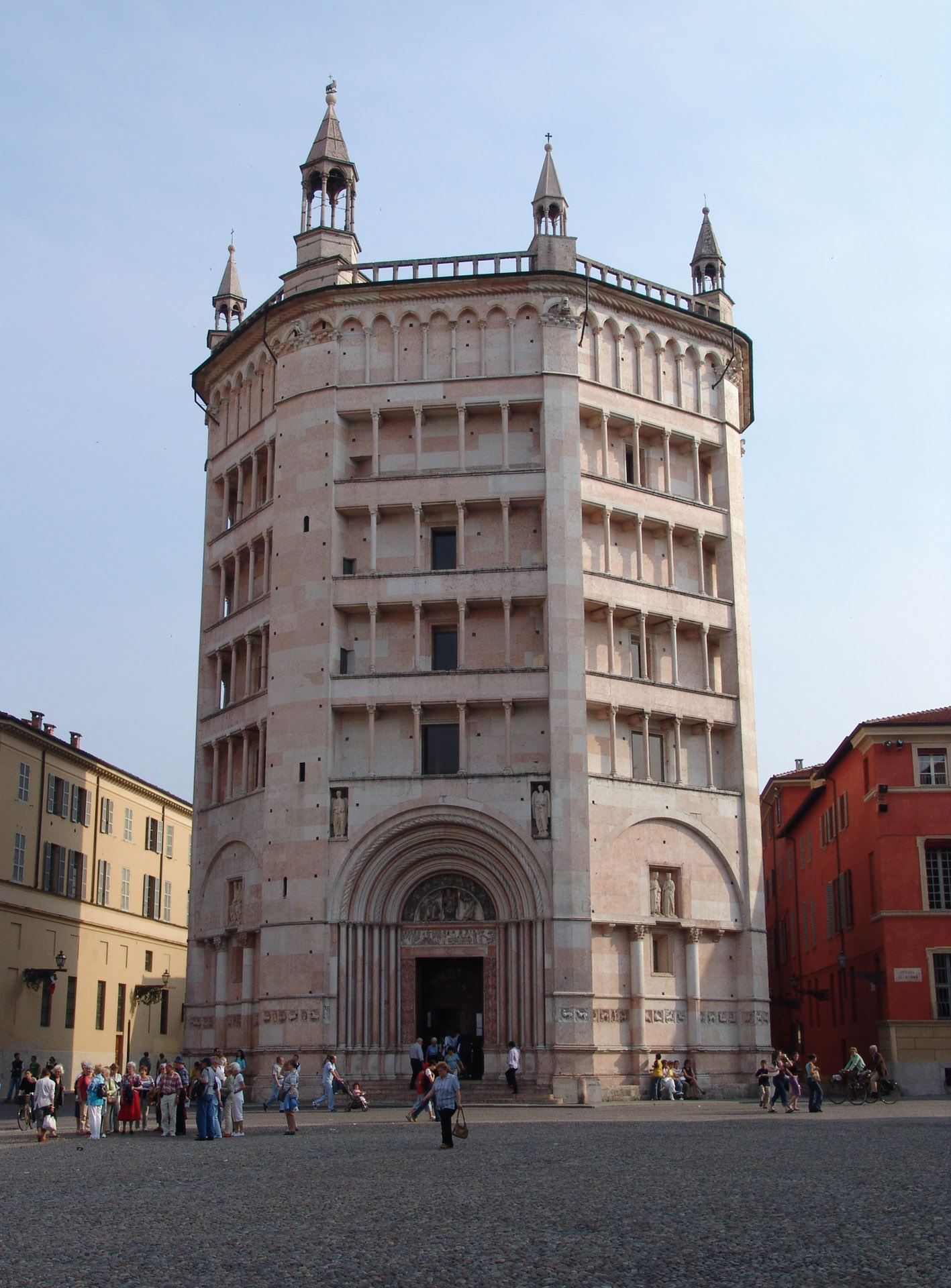
Батистерій (Хрещальня) у місті Парма, фото 2005 р.

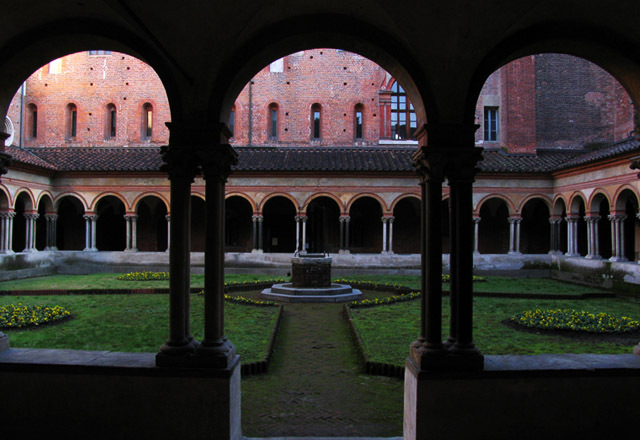
Монастир Сан Андреа. Верчеллі, дворик, фото 2006 року

Провідні позиції у мистецтві 13 ст. посідала архітектура. Запанувала готика, що почала витісняти романський стиль і впливи, що йшли від консервативної візантійської архітектури.
Готика Італії навіть на початковому етапі виглядала досить стриманою, недекоративною, неекзальтированою у порівнянні з готичною архітектурою князівств Франції та Німеччини.
За висновками Джуліо Карло Аргана провідниками готичної архітектури у італійських князівствах були чернечі ордени — цистеріанців і францисканців. Але архітектори цистеріанців і францисканців брали від готики дещо своє і рахувались з настановами і догматами своїх уставів.
Цистерціанський орден сформувався у Цистерціумі (Бургундія) раніше за францисканський. До 13 ст. вже була сформована мережа цистеріанських абатств, в тому числі і у князівствах Італії — у Тоскані і П'ємонті, у Емілії і Лаціо, у Ломбардії і далекій від неї Кампанії . Тип монастирських споруд цистеріанців був вже канонізований у орденських настановах: монастирську церкву мали оточувати клуатри, зала для капітула, монастирські келії, господарські приміщення і келії для паломників, скрипторії, майстерні, монастирський садок тощо. Зразковими на той час були цистеріанські монастирі у італійських Казамарі та у Фоссанові. Монастирська церква має у плані латинський хрест. Бічні нави помітно нижчі за центральну і високу, освітлення церкви — через бічні вікна та вікно-троянду головного фасаду. Середхрестя нави і трансепта підкреслене гранчастим, восьмикутним куполом.
Віддалено у цій побудові збережені впливи французької готики з її потягом угору, до божого неба. Італійці навіть називають першого архітектора, що подолав романську важкість заради потягу до неба. Ним став Бенедетто Антелемі, що сформувався як архітектор у Ломбардії з її впливами французької і заальпійської архітектури. Бенедетто Антеламі як архітектор і скульптор працював у Емілії, а потім у Верчеллі на зламі 12-13 ст.
До найкращих зразків архітектурної творчості Антелемі відносять Баптистерій (хрещальню) у місті Парма, будівництво котрого тривало у 1196—1216 роках.

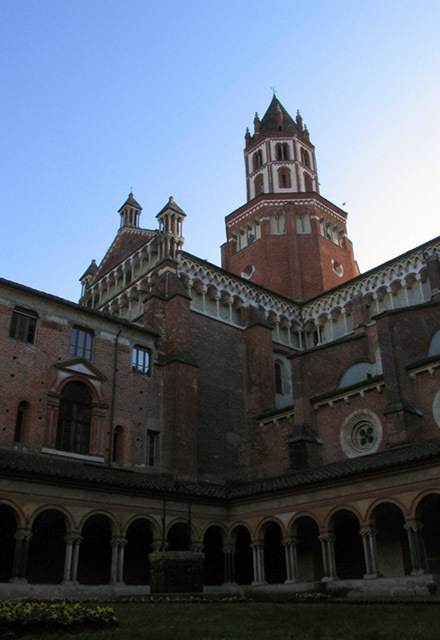
Монастирська церква Сан Андреа, Верчеллі, фото 2006 року.
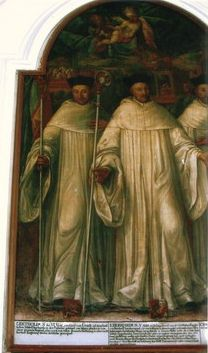
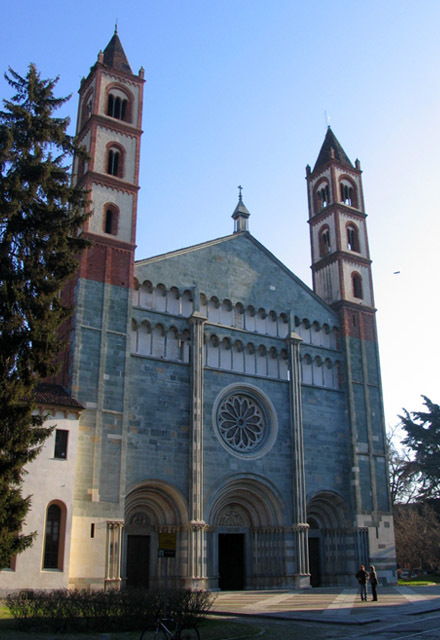
Монастирська церква Сан Андреа, головний фасад, Верчеллі, фото 2006 року.
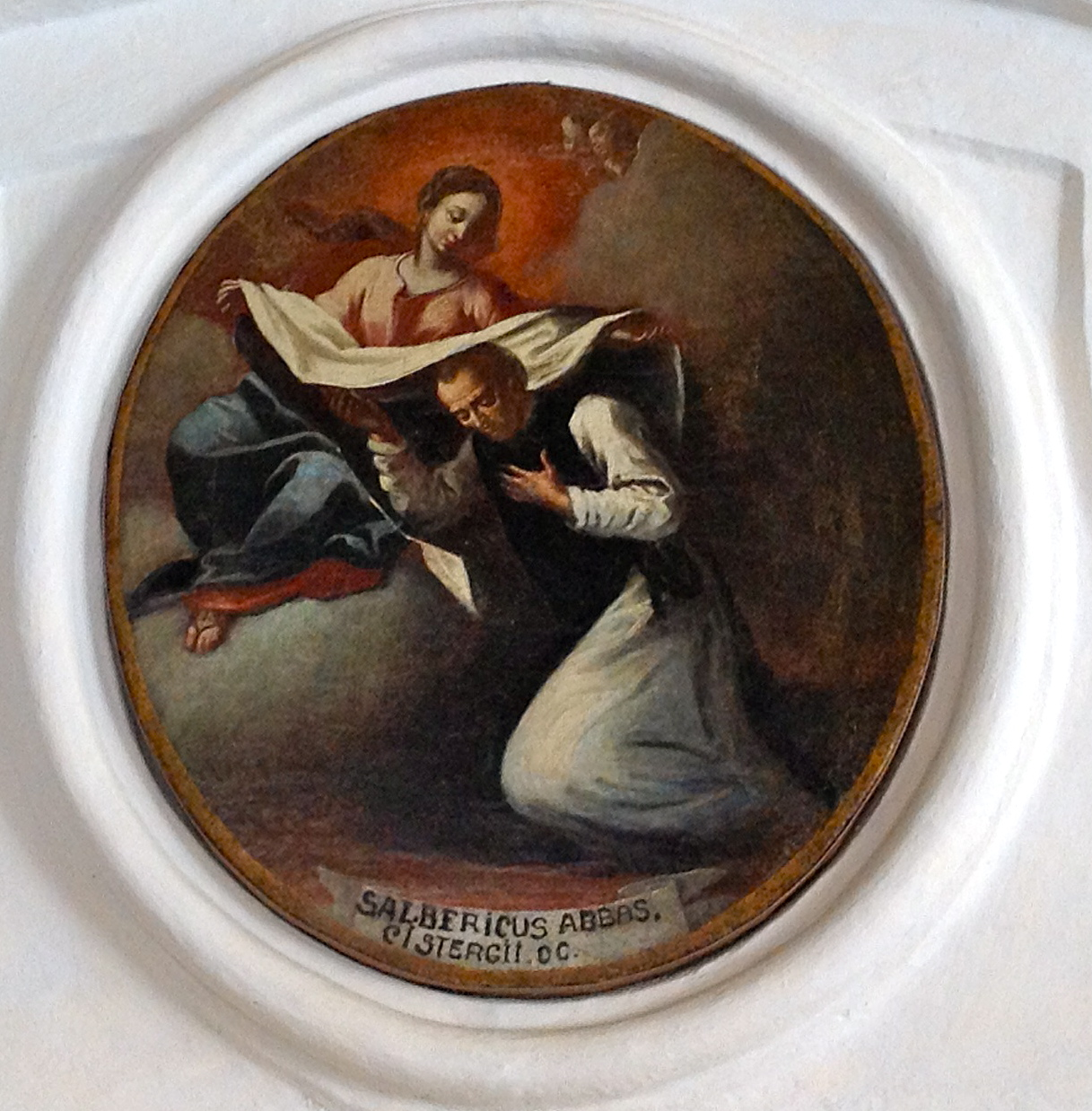
«Богородиця і св. Альберт абат»

## Готика францисканців

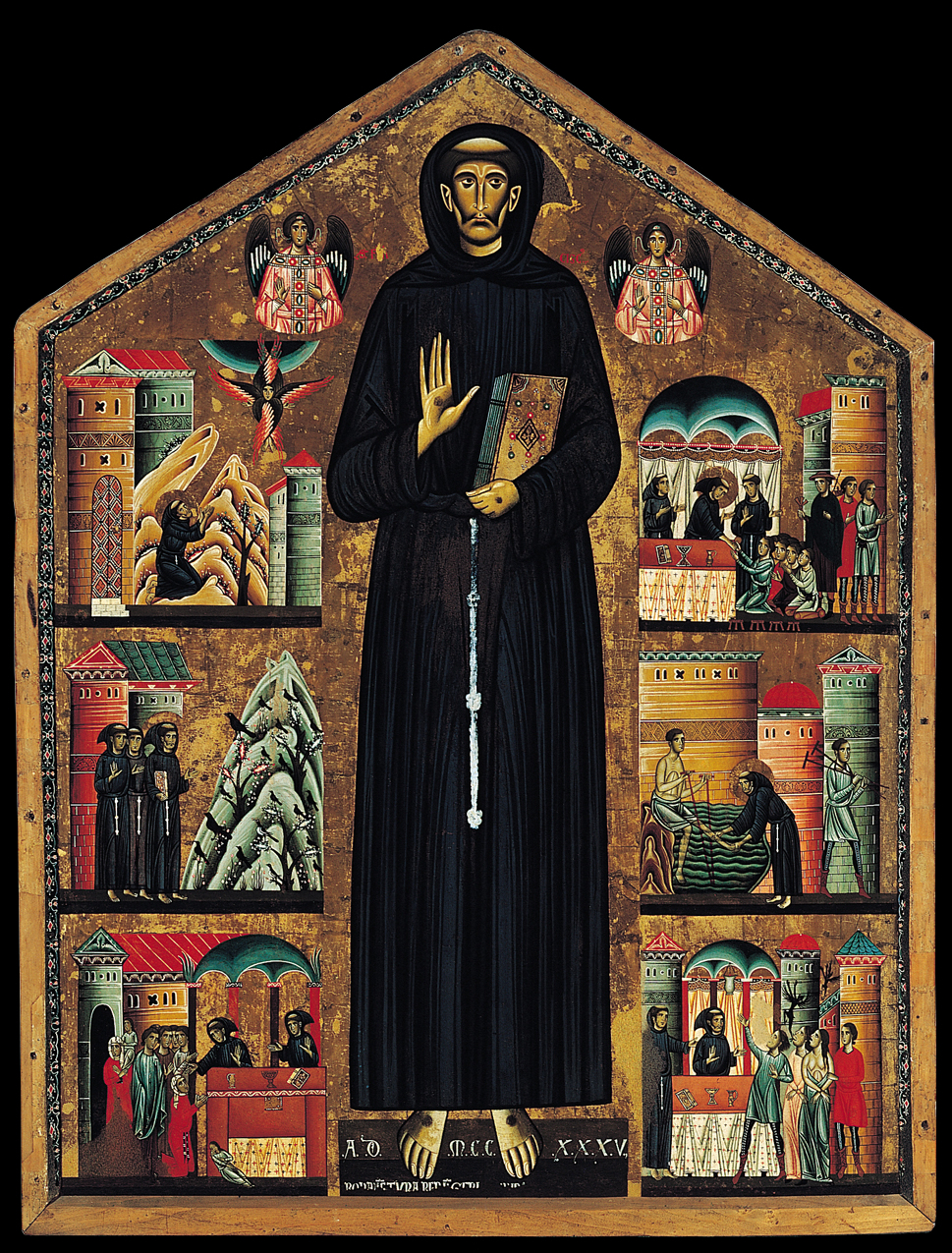
Худ. Бонавентура Берлінг'єрі. «Св. Франциск Ассізький з клеймами», 1235 рік, деревина, темпера.

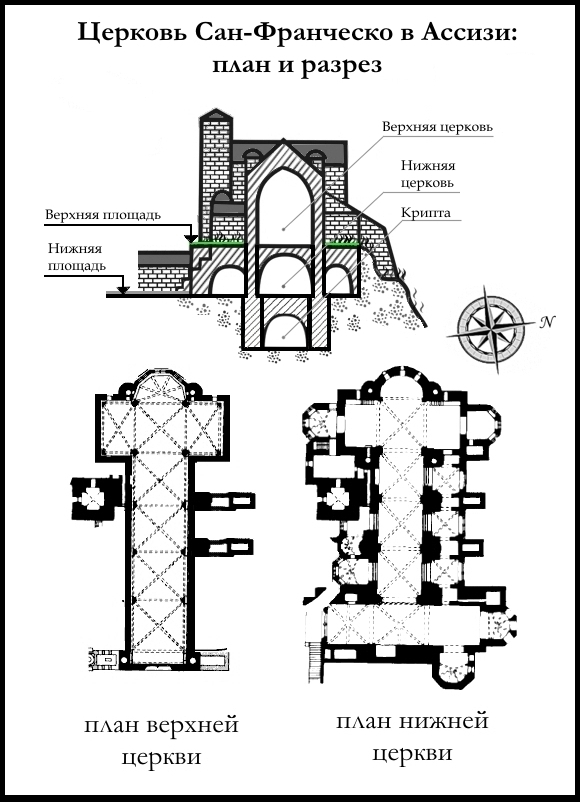
Плани нижньої та верхньої церков базиліки

Чернець Франциск Ассізький помер 1226 року на 44 році життя. Його релігійні і моральні пошуки не пропали, а були підтримані релігійною громадою і його учнями-послідовниками. Смерть ідеолога наштовхнула на прагнення зберігати пам'ять про того, хто діяльно підтримав католицьку церкву у складний для неї період. 1228 року (через два роки по смерті Франциска) релігійна громада розпочала будівництво власної церкви у Ассізі. Але це храм громади, що нехтує багатством і пропагує жебрацтво заради спасіння душі. Колись настанови Франциска навіть розглядали на предмет єресі. Зараз будували храм не стільки для пропаганди його настанов, скільки меморіал особи, котрого вважають зразковим католиком. І паломництво до місця його поховання має стати актом каяття і благочестя для натовпу паломників.
Ідейну програму Базиліки Сан-Франческо у Ассізі історик Арган розшифрував так :
- Крипту мали перетворити на справжню церкву, настільки ж велику, щоби там розміщався увесь натовп паломників
- Крипта мала бути з прахом святого як уособлення ордена францисканців і головної церкви ордена
- Від читання молитов було би легко переходити до візуального показу житія святого у окремо вибудованому приміщенні[4].

Все це і було виконано при побудові Базиліки Сан-Франческо у Ассізі. Базиліка має дві церкви — нижню (крипта) та верхню. Нижня — приземкувата церква і крипта з капличками і вівтарями. Вона наче слугує підмурками для верхньої церкви зального типу. Вона Т-подібна і має каплички у вівтарному боці. Саме тут уславлений Джотто подав фреску, де велетень духу Франциск підтримав розхитану католицьку церкву (в цьому окремо вибудованому приміщенні легко переходили від читання молитов до візуального показу житія святого). Верхня церква нічим не захаращена, архітектори навіть прибрали у інтер'єрі усі стовпи, а стіни віддані фрескам із сценами життя Франциска. Стіни зверху мають вікна для освітлення церкви, нижче вікон подані сюжети Старого Заповіту, а найближче до вірян подані сцени з житія святого.

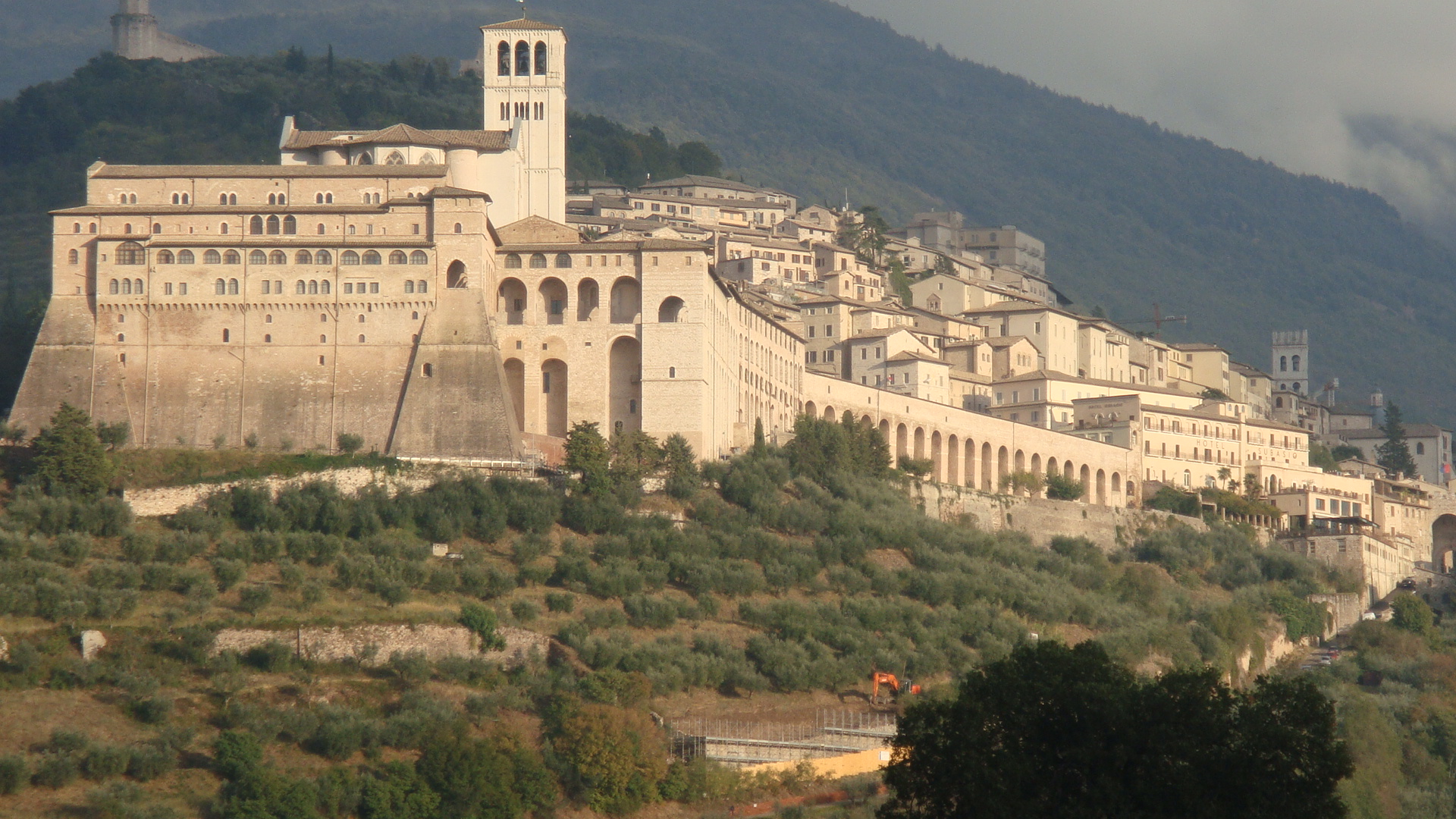
Комплекс базиліки Сан-Франческо у Ассізі, фото 2011 р.

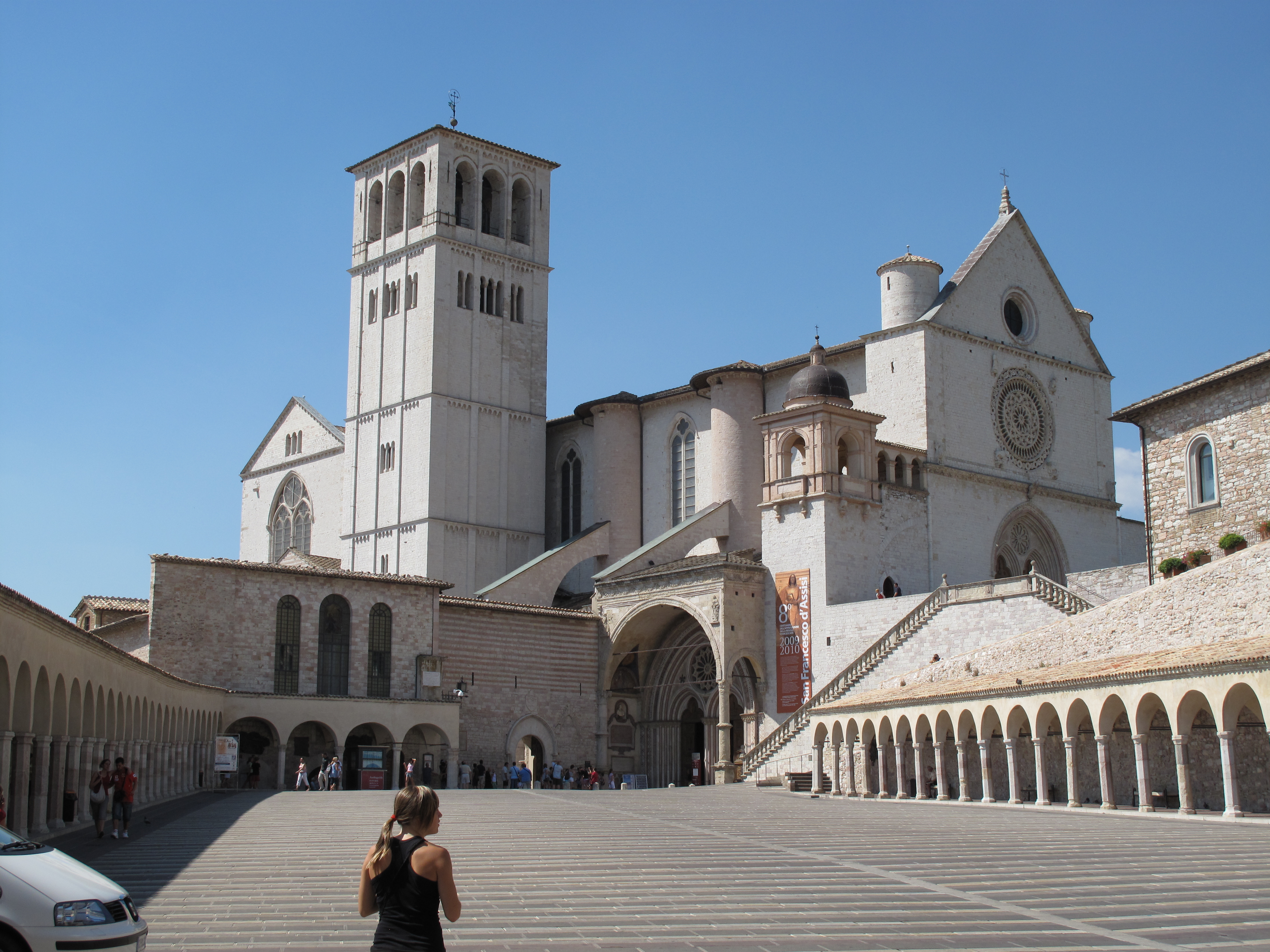
Дворик з пандусом
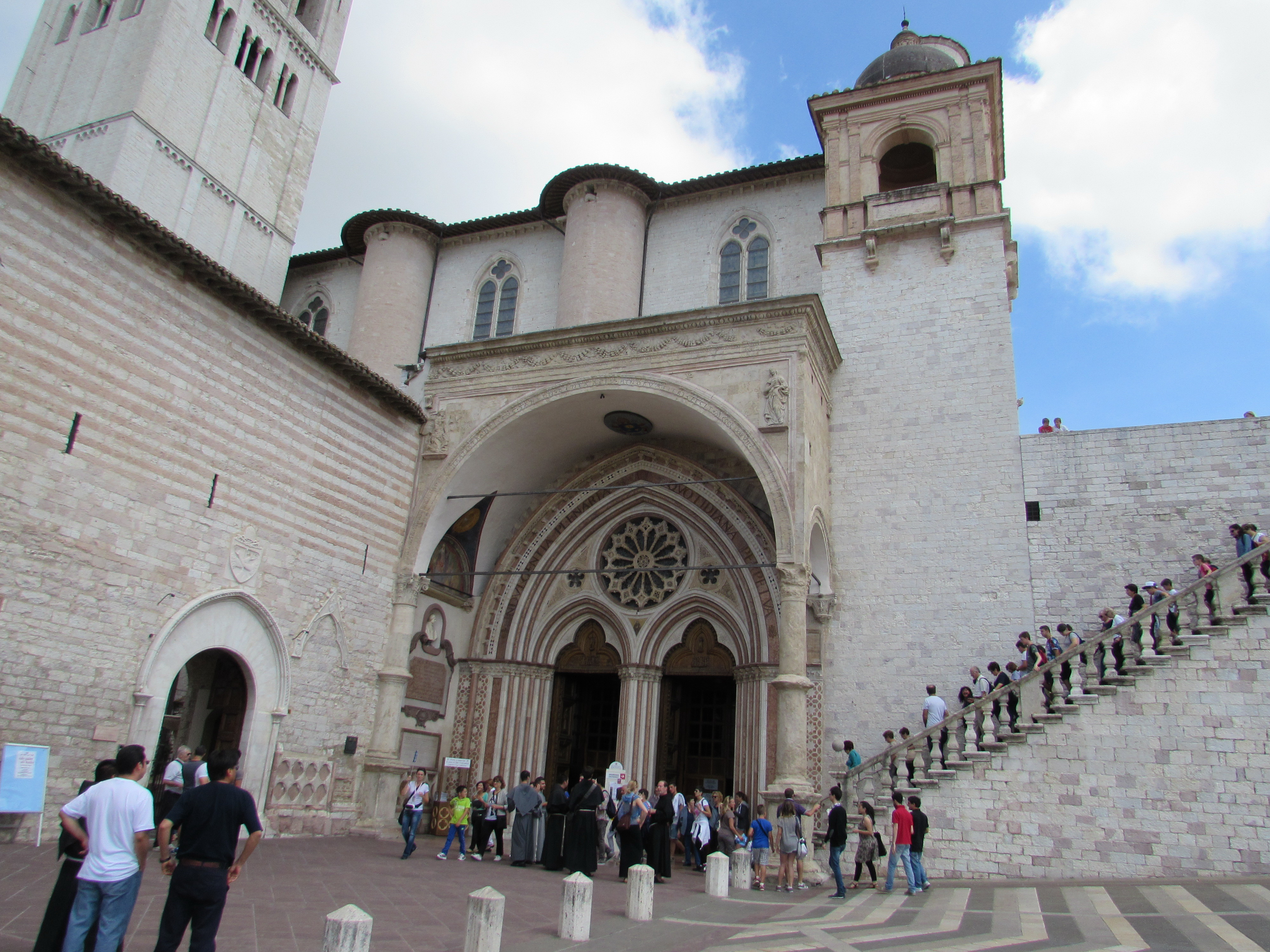
Бічний вхід до нижньої церкви
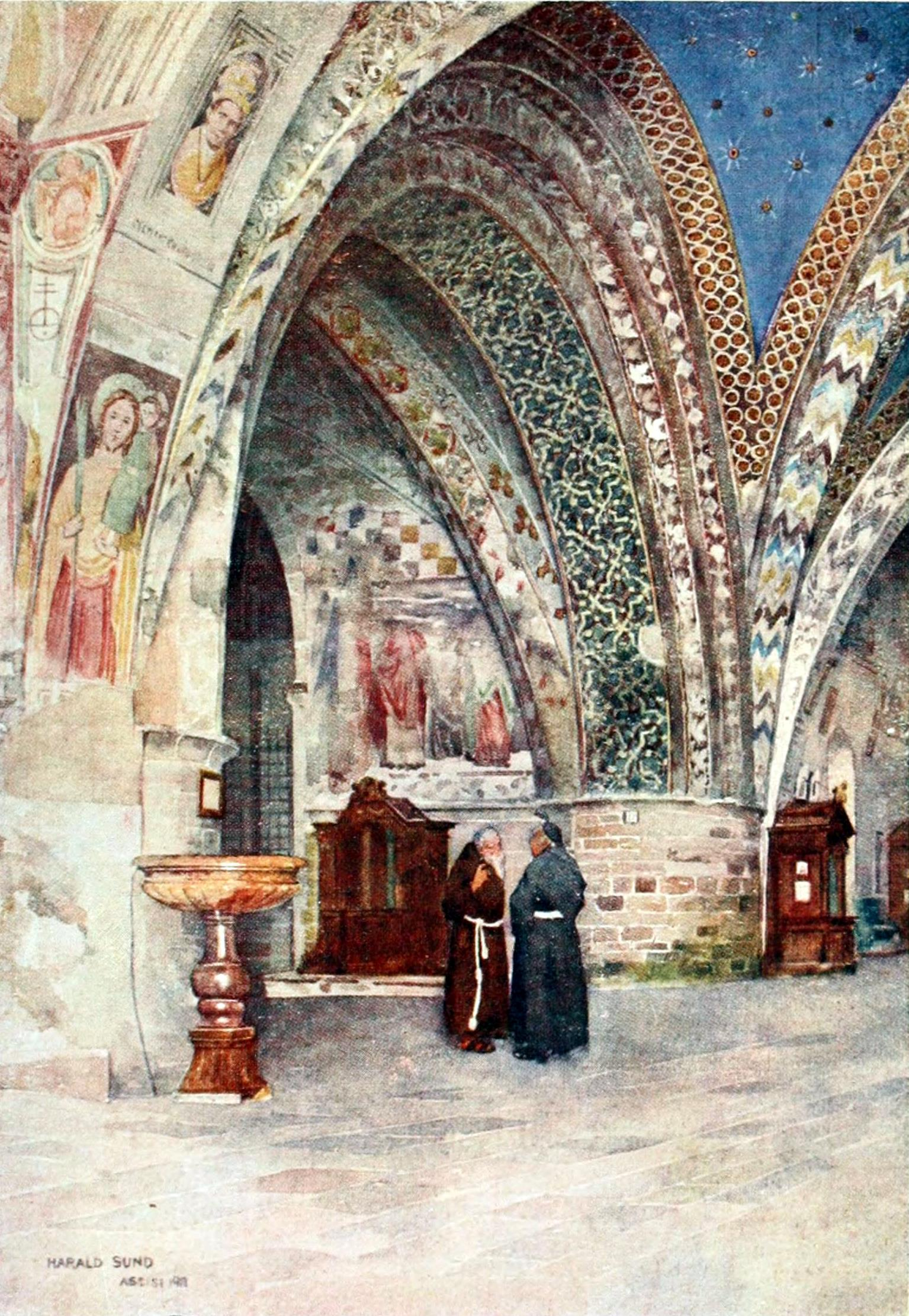
Стінописи у нижній церкві
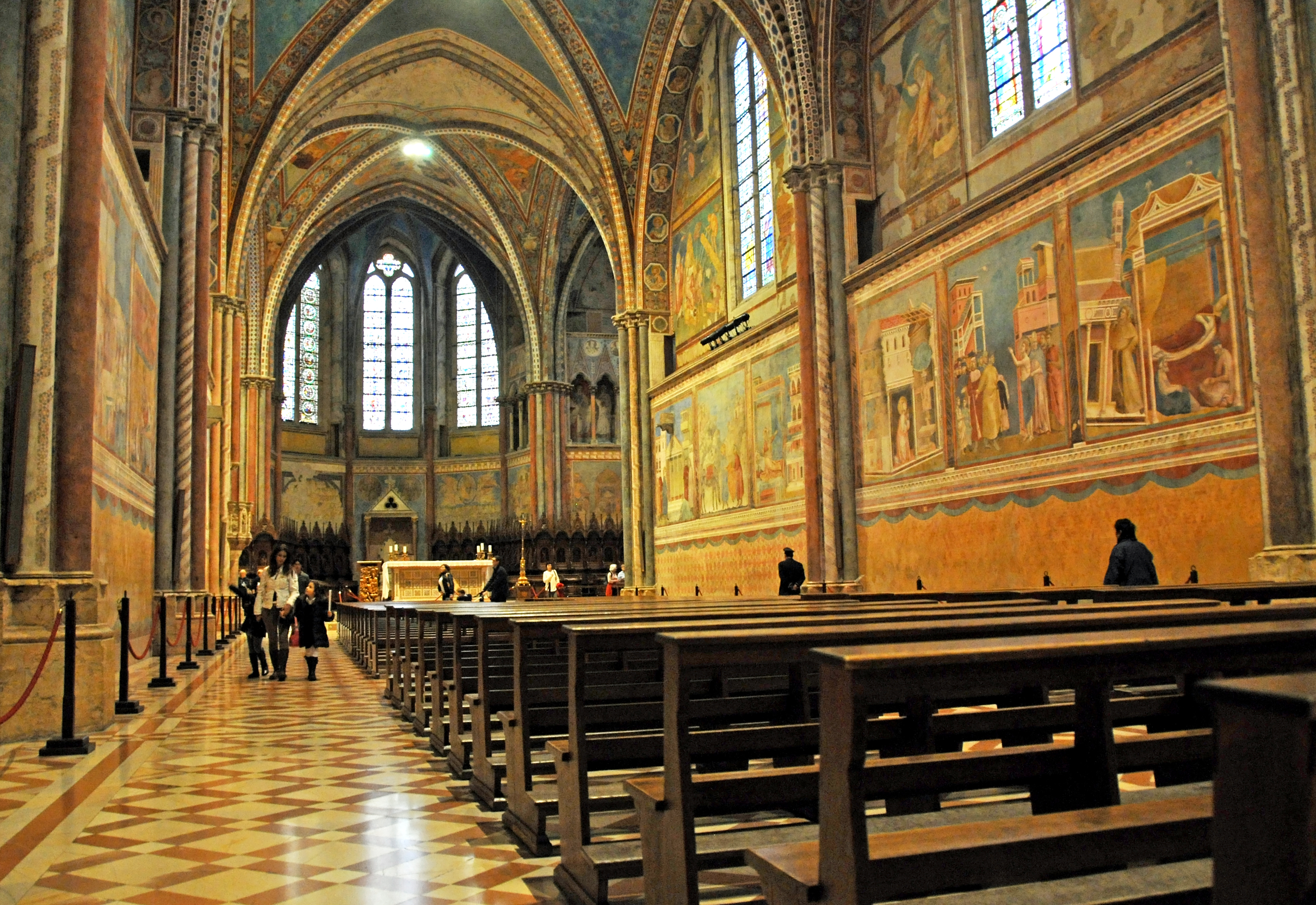
Верхня церква базиліки

## Індивідуальна готика Арнольфо ді Камбіо

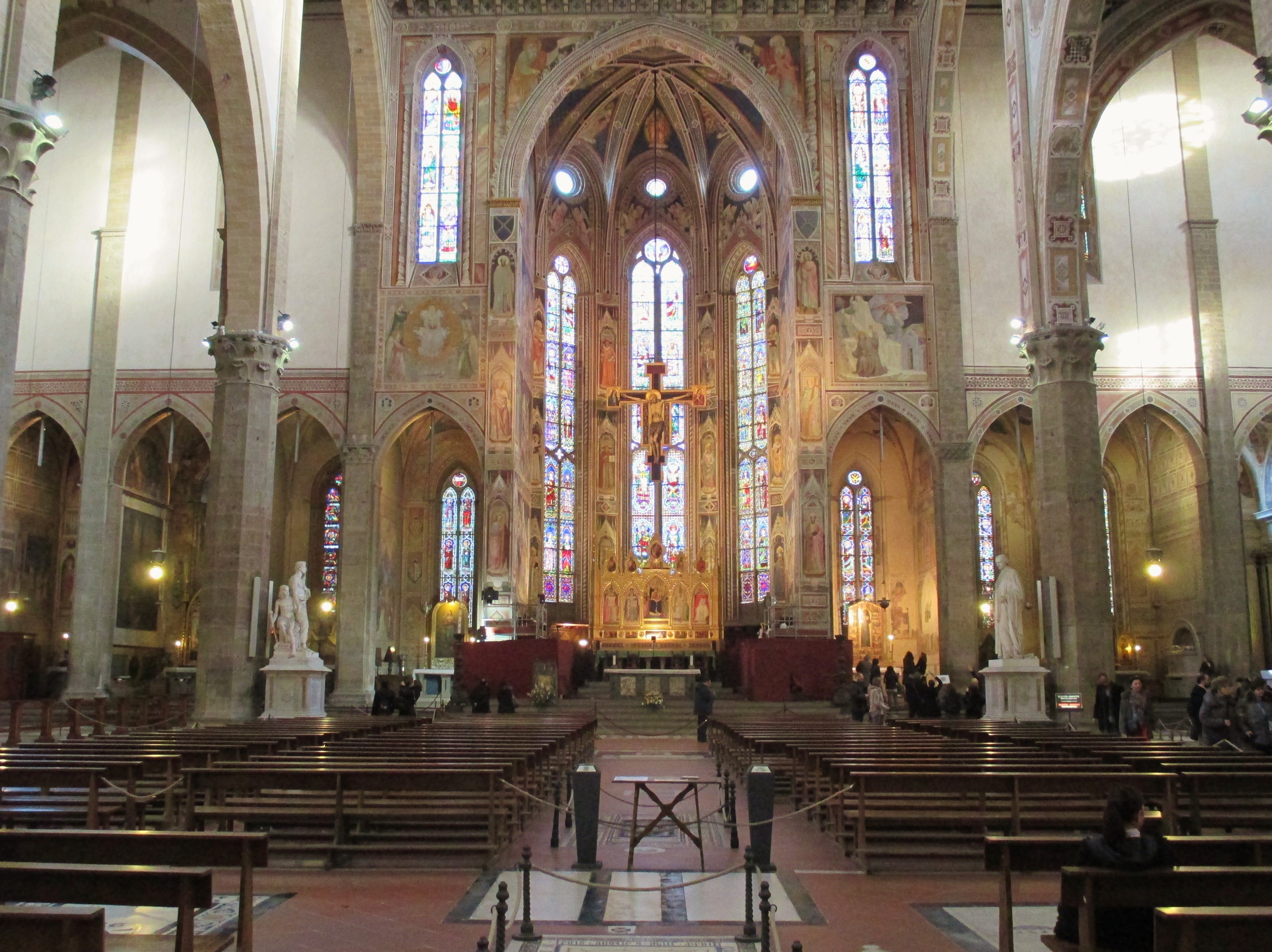
Вівтарна частина церкви Санта Кроче з п'ятьма каплицями з кожного боку. Фото 2014 р.

Для францисканців встиг попрацювати і високо обдарований Арнольфо ді Камбіо (1245—1302). Францисканці розпочали будівництво власної церкви у Флоренції 1295 року. Достовірних документів про проект Арнольфо ді Камбіо з тої пори не збережено, але стилістика дозволила віднести споруду до творів митця. Францисканці надавали перевагу Т-подібним за планом церквам з п'ятьма каплицями з кожного боку, що є вказівкою на однонавні монастирські церкви ордена. У Флоренції ж вибудували тринавну церкву, але схожу за розплануванням. Кожна нава мала стрілчасті арки з опорою на полігональні стовпи. Готичність арок більша за аналогічні у флорентійській церкві Санта Марія Новелла.

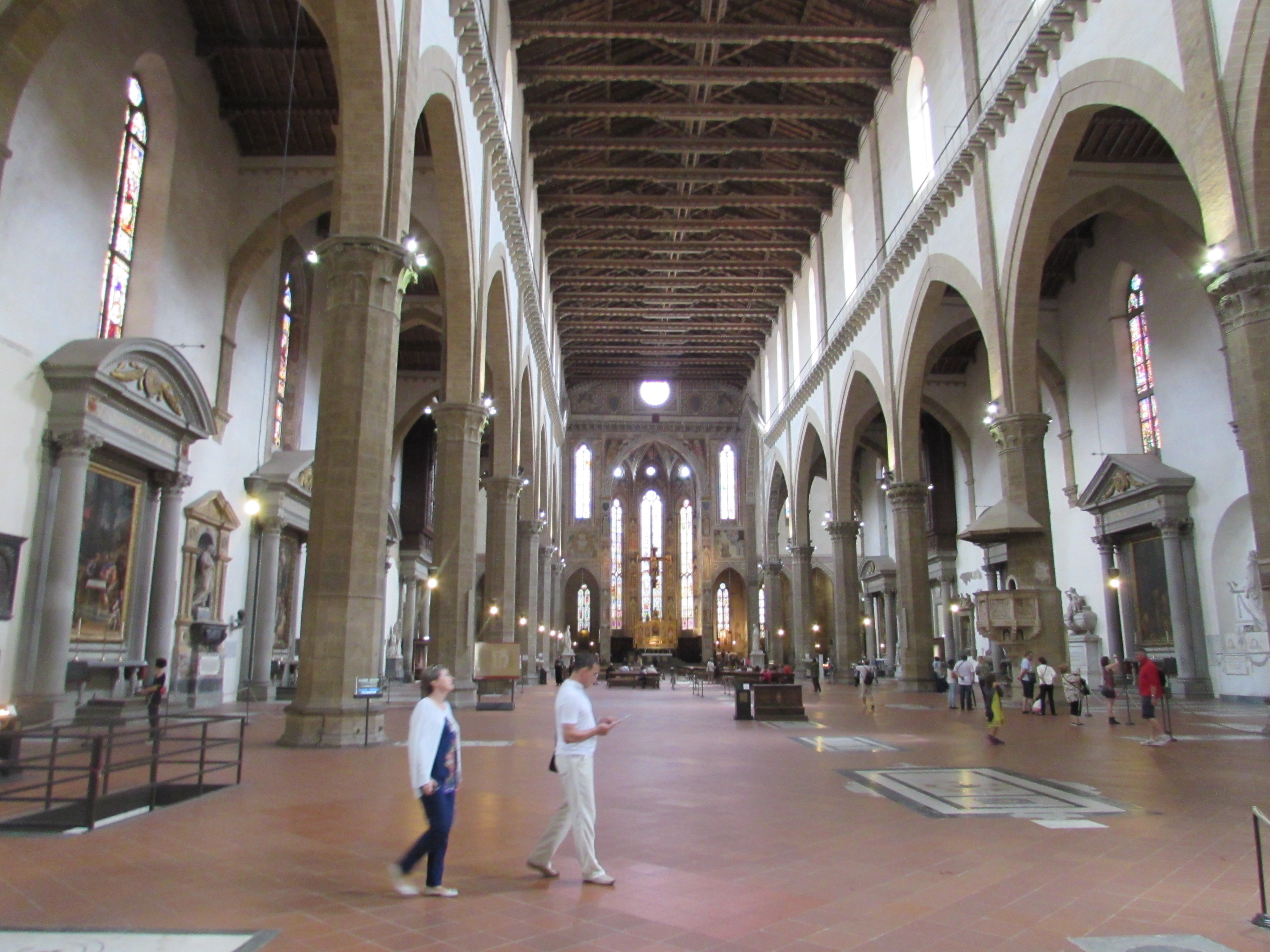
Інтер'єр церкви Санта Кроче (Св. Хреста)
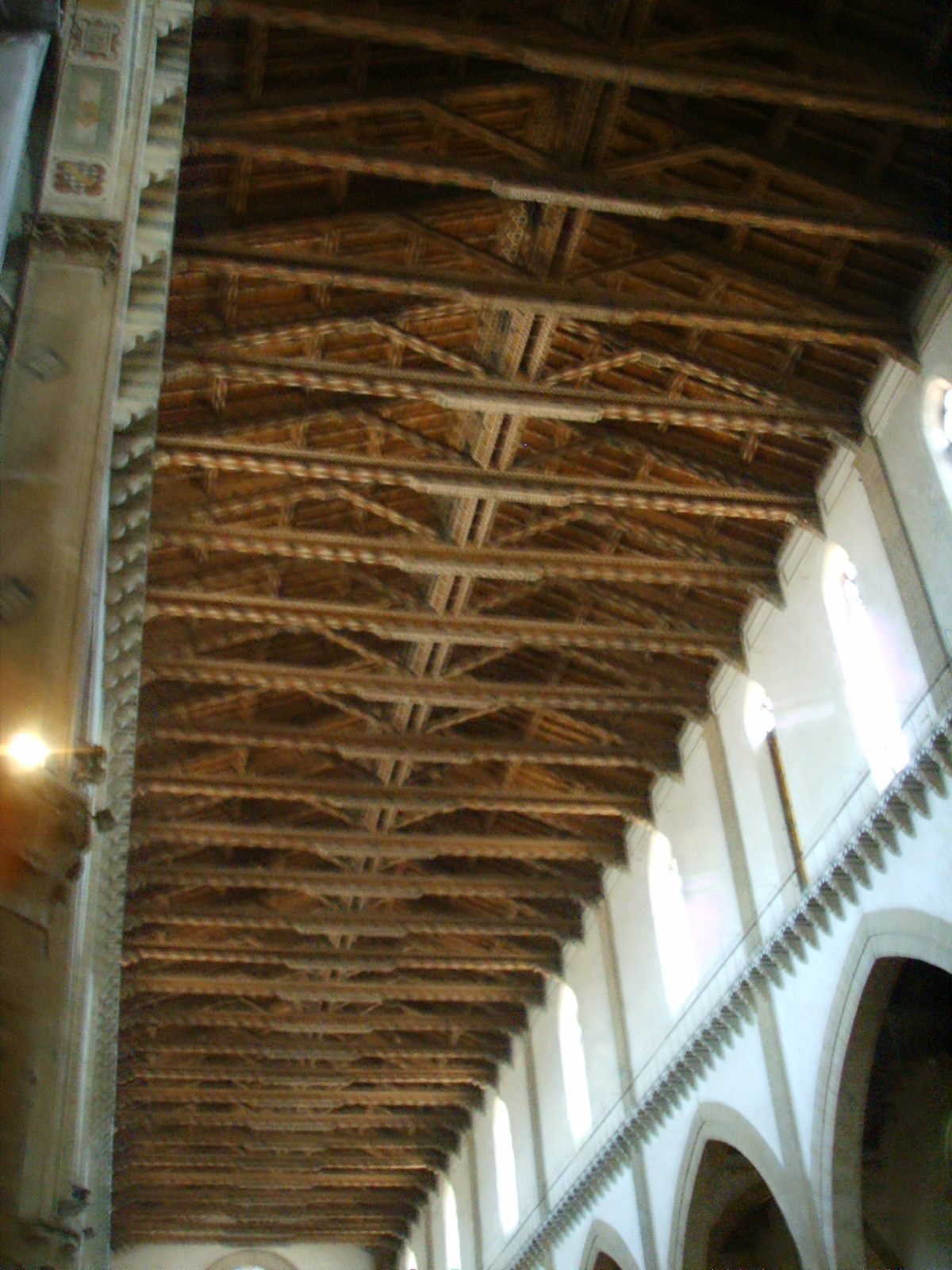
Дерев'яна стеля
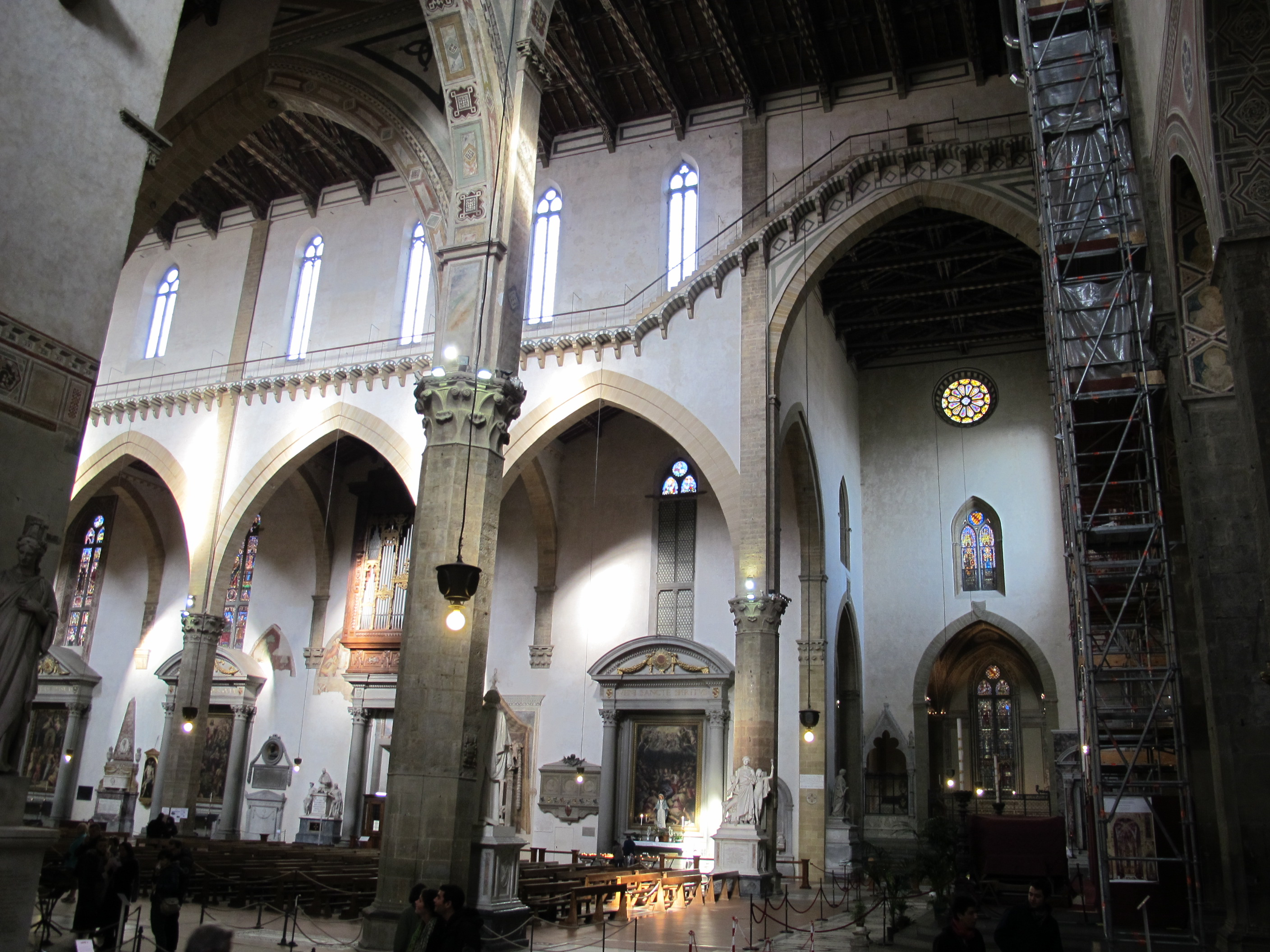
Бічні каплиці
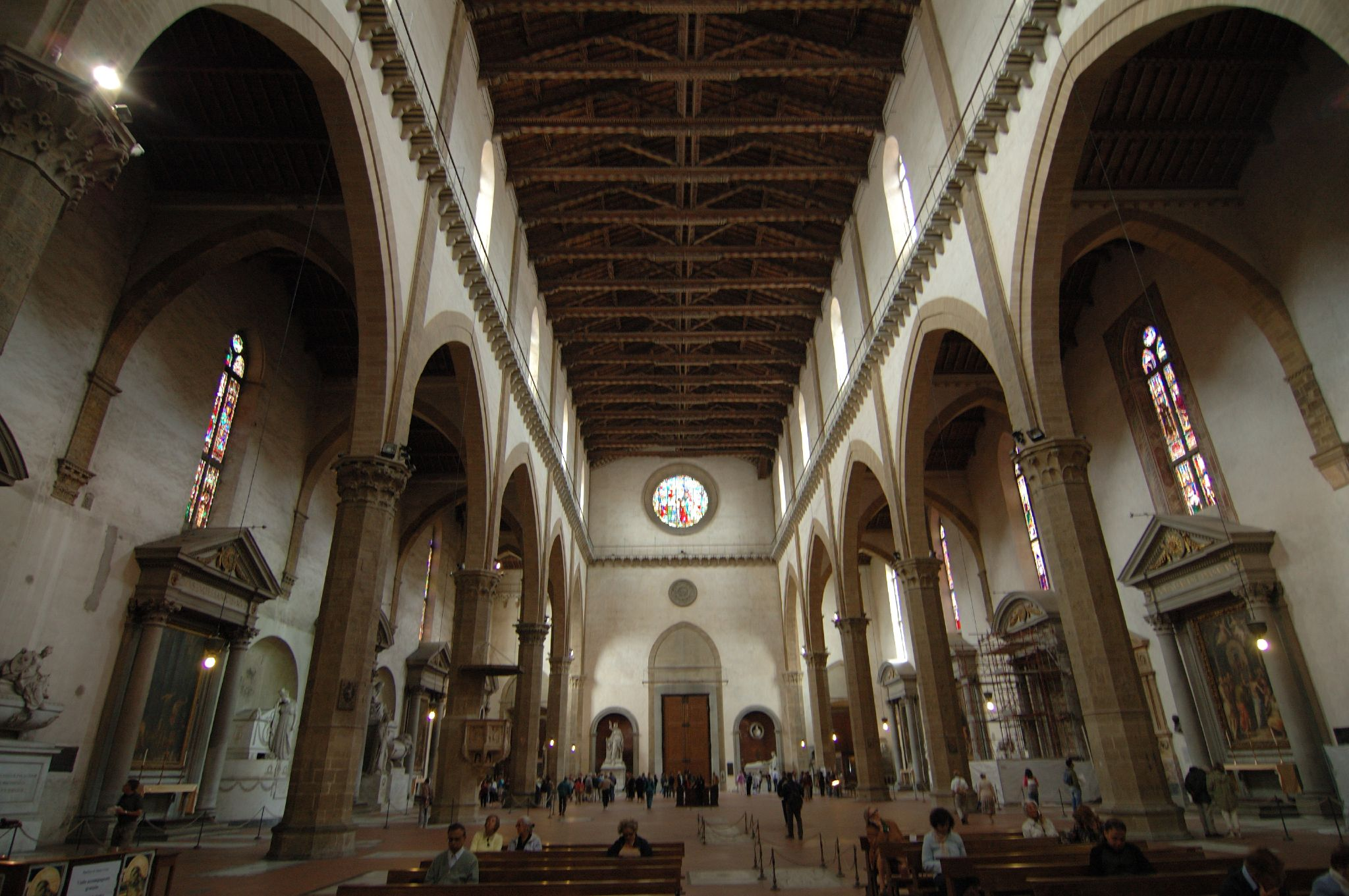
Головний вхід зсередини

## Скульптура Італії доби дученто
Архітектор Бенедетто Антеламі був також і скульптором. Його творчість у обох галузях наче відкривала італійське мистецтво дученто. Другою генерацією скульпторів були Ніколо Пізано (тобто з міста Піза), його послідовники, імен котрих не збережено, син Ніколо на ім'я Джованні Пізано та талановитий учень останнього — Арнольфо ді Камбіо, архітектор і скульптор в одній особі. Ці дві постаті наче акумулюють в собі і вищі досягнення тогочасної освіти, і вищі досягення у творчості, що стане пізніше підмурками універсальності відомих митців італійського відродження на кшталт Донато Браманте, Мікеланджело Буонаротті, Рафаеля Санті, Джуліо Романо.
Бенедетто Антеламі ще 1178 року створив рельєф «Христа знімають з хреста» для собору в місті Парма. Він же працював скульптором і для Пармського баптистерію в період між 1196—1218 роками. Довгий період праці пояснюють просто, Антеламі відвідав Францію (де затримався на декілька років). Лише після цього повернувся до Парми, де продовжив працю над давньою замовою.
У творах Бенедетто Антеламі помітний вплив творів митців Візантії. На тому етапі митці Візантії задавали певні зразки художніх образів, котрим намагалися наслідувати і у Центральній Італії, і у Венеції, і у далекій від Константинополя Іберії.
Однак Антеламі працював не у задушливій атмосфері Візантії з її обмеженнями і заборонами, де десятиліттями викорінювали індивідуальне у творчості. Не тисло на творчість Антеламі і обов'язкове використання канону. Це було ґрунтами, що дозволять народитися італійському проторенессансу (передвідродженню), а потім і ранньому відродженню в Італії.
Антеламі мав декількох скульпторів-послідовників, імен котрих ніхто не попіклувався зберегти. Невідомий автор створив серію рельєфів з алегоріями місяців року для одного з порталів собору в місті Феррара під впливом робіт Антеламі. Впливи майстра находять у дерев'яному «Знятті з хреста» у місті Вольтерра. Схожі тенденції має й подібне «Зняття з хреста» у місті Тіволі, в котрому, однак, більше пластичності і папетитки почуття. Власну серію рельєфів з алегоріями місяців року створив і майстерний, але безіменний митець для порталу баптистерію в місті Парма. Джорджо Вазарі навіть наважився назвати його вчителем Ніколо Пізано. Але всі свідоцтва Джорджо Вазарі потребують перевірок, бо він не завжди користувався документами, а порожнечу власних знань заповнював неперевіреними переказами.

## Італійський живопис доби дученто

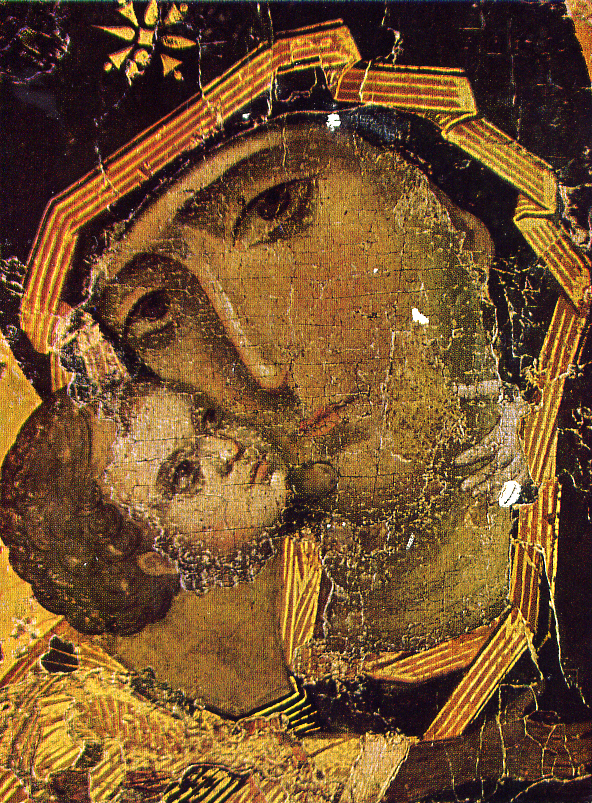
Вишгородська Богоматір (Володимирівська)

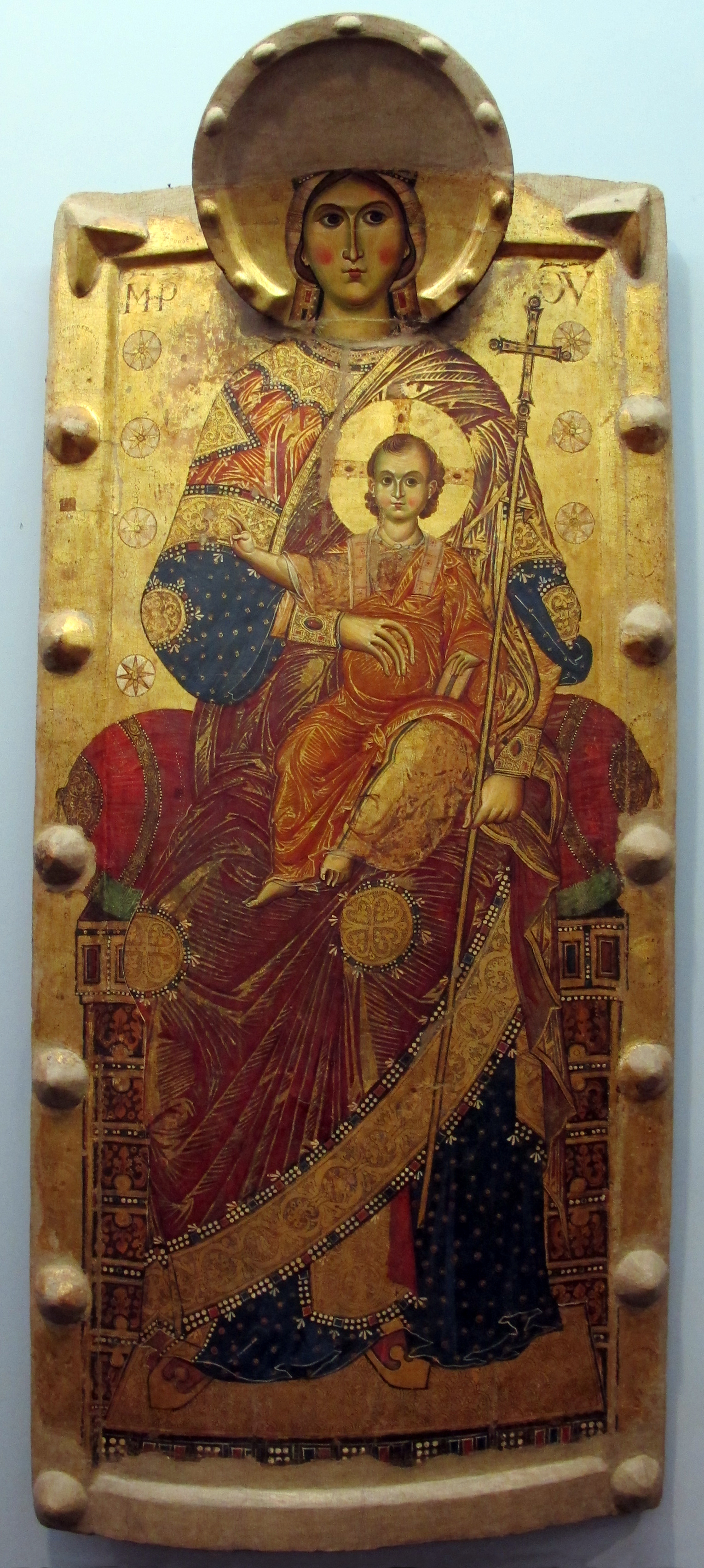
Богородиця на троні з Флуміне, 13 ст., Неаполь, музей Каподімонте

Живопис як жанр почав відігравати більш помітну роль ще з 12 ст. Навіть в консервативній Візантії живопис в 12 ст. пережив помітний злет, свідоцтвом чому навіть ті декілька ікон константинопольських майстрів, що випадково оминули війни, пожежі, руйнацію храмів (котрі вони первісно прикрасили). Серед них всесвітньо відома Вишгородська Богородиця з немовлям.
Важливим моментом стало ставлення до концепції історії, взагалі надзвичайно важливе для ідеології і культури Західної Європи. Візантійське духовенство розглядало священну історію як щось недоторкане і незмінне. Тому жорстко контролювало художню продукцію художників (фрескістів, іконописців, мозаїчистів, ювелірів), котрих орієнтувало на відповідність вироблених канонів.
Іншим було ставлення до концепції історії у італійській традицію. Тут навпаки, все краще і нове розглядалось як добропорядне розкриття історії (перш за все священної, викладеної у біблії). Тому на Аппенінах почався малопомітний спочатку процес подолання візантійських впливів і наслідування візантійським канонам. Через декотрий час саме живопис отримає такі потенції для подальшого розвитку, що пережене і скульптуру, і навіть архітектуру у власному розвитку. Справа не стільки у використанні яскравих фарб чи екстатичних рухів, вони є і в мистецтві готики.
Найбільш помітні зрушення відбулися в живопису Тоскани, де мешкало чимало ініціативних релігійних діячів і їх послідовників, ініціативних художників, що долали візантійські впливи. Бурхливе релігійне життя впливало на пристрасні пошуки спасіння і на розкриття цих пошуків засобами живопису. У Флоренції приблизно до 1270 року домінував Коппо ді Марковальдо. Вважають, що саме за його малюнками виконали більшість мозаїк у флорентійському баптистерії, хоча роботи розпочали тут ще 1225 року.
Помітний початок долання візантійських впливів помітний не стільки у Коппо ді Марковальдо, скільки у творах Ченні ді Пепо, відомого більше під ім'ям Чімабує. Біографія Чімабуе відома фрагментарно (1272 р. він працював у Римі, 1301 року у місті Піза). При цьому в Римі він працював вже закінченим, цілком сформованим майстром. Відомо його «Розп'яття св. Домініка», де він ще наслідує манері Коппо ді Марковальдо.
Праця в такому релігійному центрі, як Асізі, вплинула на його художню манеру. Він створив портрет Франциска Ассізького в нижній церкві Ассізі. А потім брав участь у створенні фресок у трансепті, абсиди та склепіннях трансепта Верхньої церкви…